# Sequeri

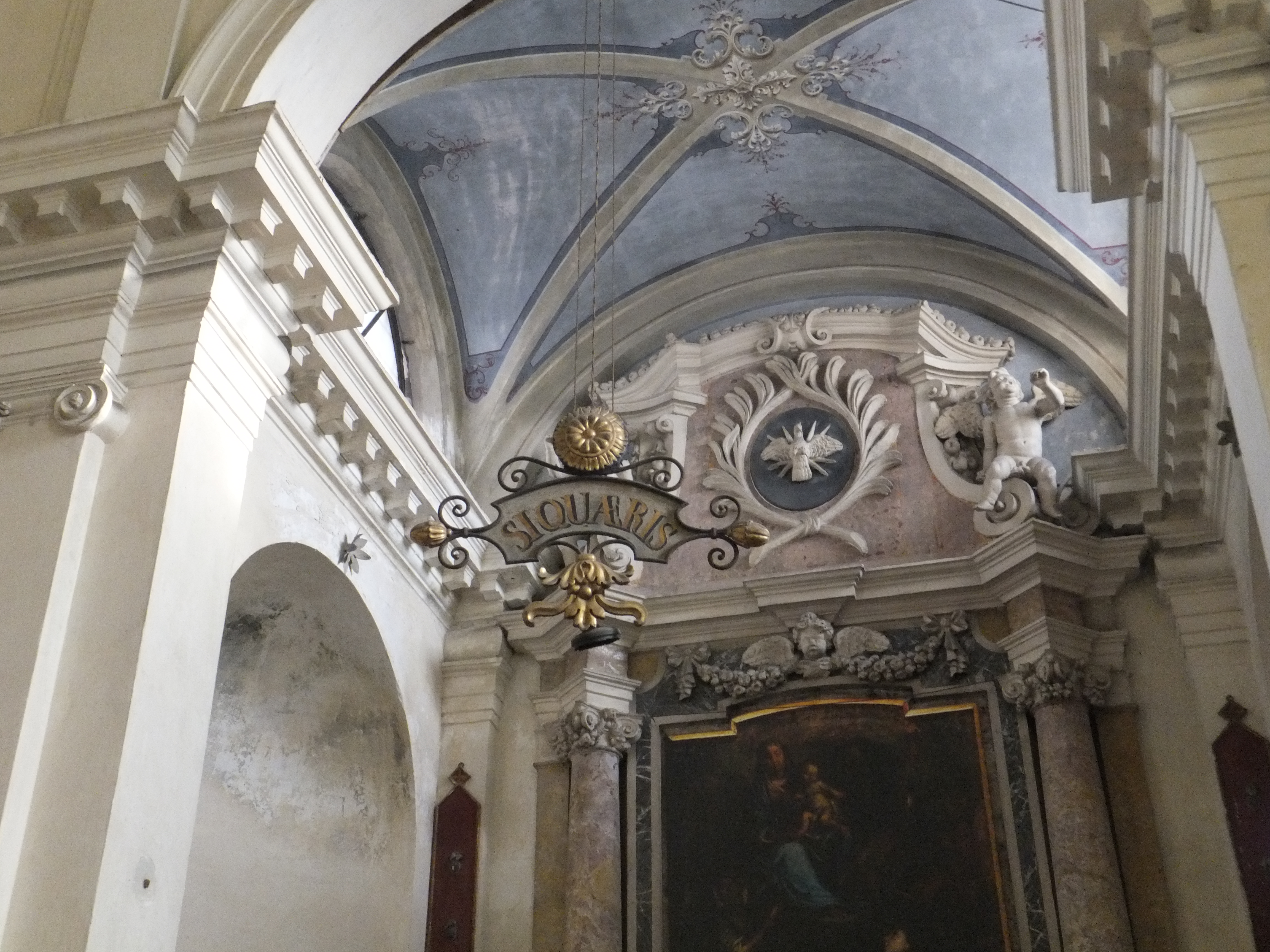
Cappella laterale della chiesa di S. Libera a Verona, con cartiglio pendente che riporta le parole dell'inno

Il Sequeri è una forma di preghiera popolare cristiana, che la tradizione consiglia per recuperare le cose perdute.
Questa forma di preghiera deriva il suo nome dalla storpiatura del latino: "si quaeris miracula", parole iniziali del responsorio a Sant'Antonio di Padova, invocato dal popolo per trovare un oggetto smarrito (poiché Antonio, come Sant'Onofrio il Peloso e San Graziano di Tours, è protettore di chi cerca oggetti smarriti).
Per tradizione popolare tale preghiera va recitata senza interruzione per tredici volte di seguito.

## Il testo
mors, error, calamitas,

demon, lepra fugiunt,

aegri surgunt sani.
Cedunt mare, vincula,

membra resque perditas

petunt et accipiunt

juvenes et cani.
Pereunt pericula,

cessat et necessitas,

narrent hi qui sentiunt,

dicant Paduani.
Cedunt mare, vincula,

membra resque perditas

petunt et accipiunt

juvenes et cani.
Gloria Patri,

et Filio,

et Spiritui Sancto.

Cedunt mare, vincula,

membra resque perditas

petunt et accipiunt

juvenes et cani.»
ecco messi in fuga morte, errore, calamità,

spiriti infami e lebbra,

ecco gli ammalati ergersi sani.
Si distendono il mare e le catene,

la salute e le cose perdute

chiedono e ritrovano

i giovani e i vecchi.
Svaniscono i perigli,

termina persino la miseria;

lo attestino questi, che lo sperimentano,

lo dicano i Padovani!
Si distendono il mare e le catene,

la salute e le cose perdute

chiedono e ritrovano

i giovani e i vecchi.
Gloria al Padre,
 
e al Figlio,

e allo Spirito Santo.

Si distendono il mare e le catene,

la salute e le cose perdute

chiedono e ritrovano

i giovani e i vecchi.»
(Responsorio tradizionale)

## La preghiera nella letteratura
Lo scrittore vicentino Luigi Meneghello ricorda nel suo libro d'esordio Libera nos a Malo l'usanza dei suoi compaesani di invocare l'intercessione del Santo per ritrovare oggetti:
(Luigi Meneghello, Libera nos a malo, p.191, BUR 2006, Milano)